# Amálino údolí
Amálino údolí je přírodní rezervace vyhlášená 1. ledna 1994. Nachází se jihovýchodně od Kašperských Hor v CHKO Šumava. Pokrývá plochu 80,93 ha, z toho leží 77,35 ha v Plzeňském kraji (okres Klatovy) a 3,58 ha v Jihočeském kraji (okres Prachatice). Území rezervace má nesymetrický a členitý tvar, velká část těsně obklopuje Zlatý potok, který rezervací protéká hlubokým údolím směrem od východu na západ. Rezervace je místem výskytu významných druhů, jsou zde rozptýleny biotopy skalisek, mokřadů, stromových skupin a pramenišť.
Rezervací prochází naučné stezky Cestou zlatokopů a Stezka strážců hranice. V okolí Zlatého potoka jsou k vidění pozůstatky dřívějšího rýžování a dolování zlata (štoly atd.).
V některých štolách se vyskytují netopýři a ve štole Kristýna se nachází seismická stanice. Ta zde byla zprovozněna v roce 1961 a zaznamenává ročně až 4 000 zemětřesení v různých částech planety.

## Galerie

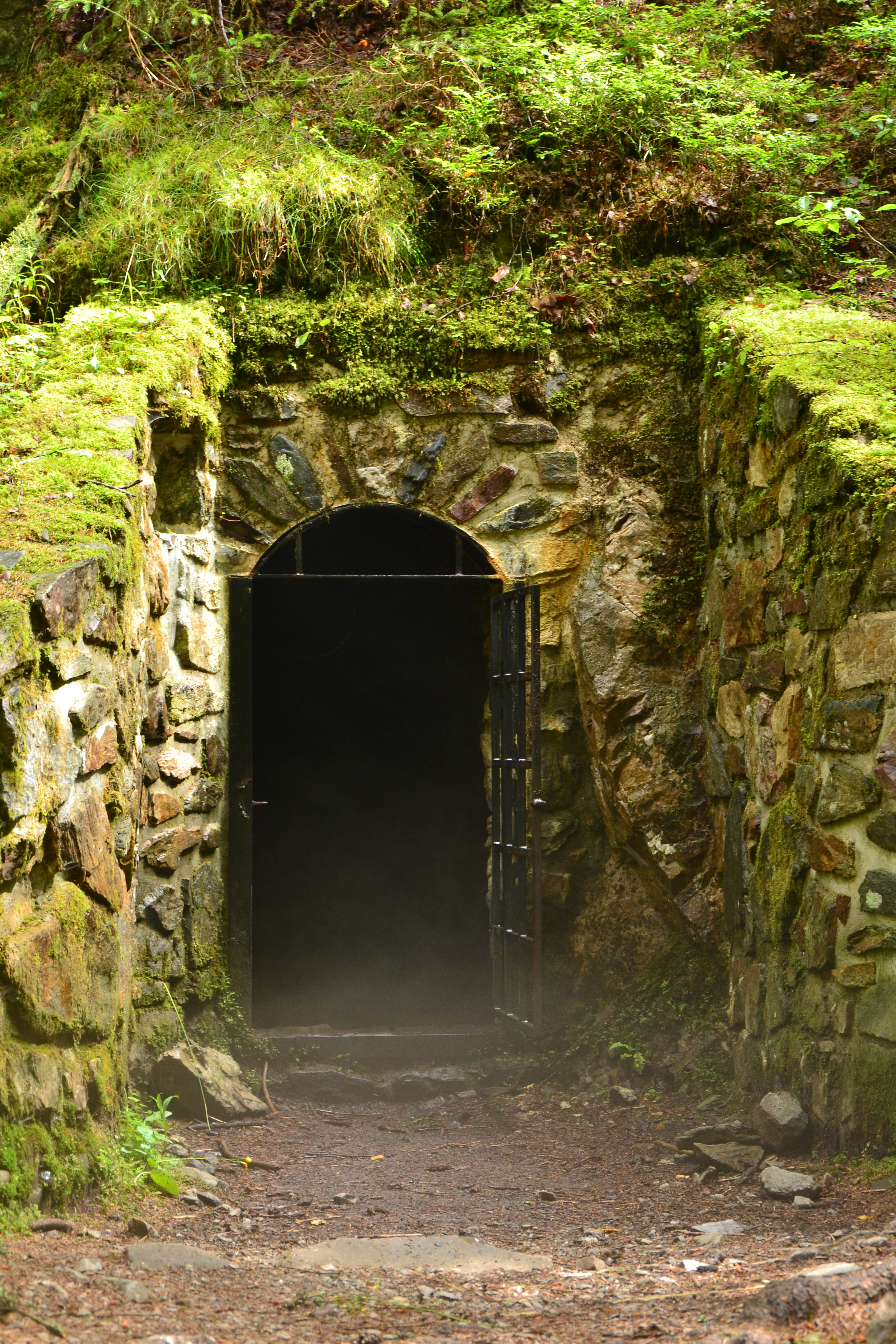
Vstup do jedné ze štol
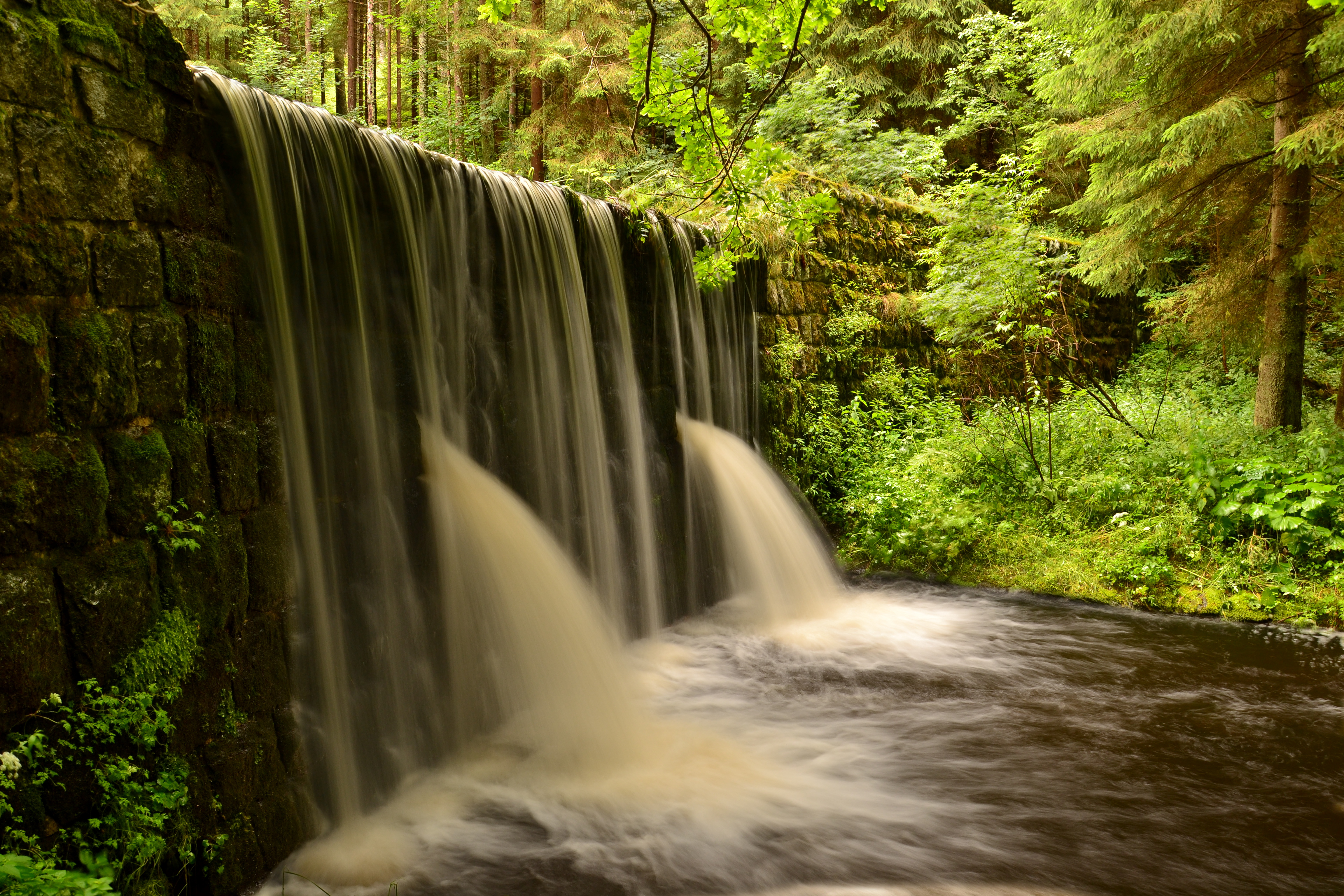
Přehrada na Zlatém potoce
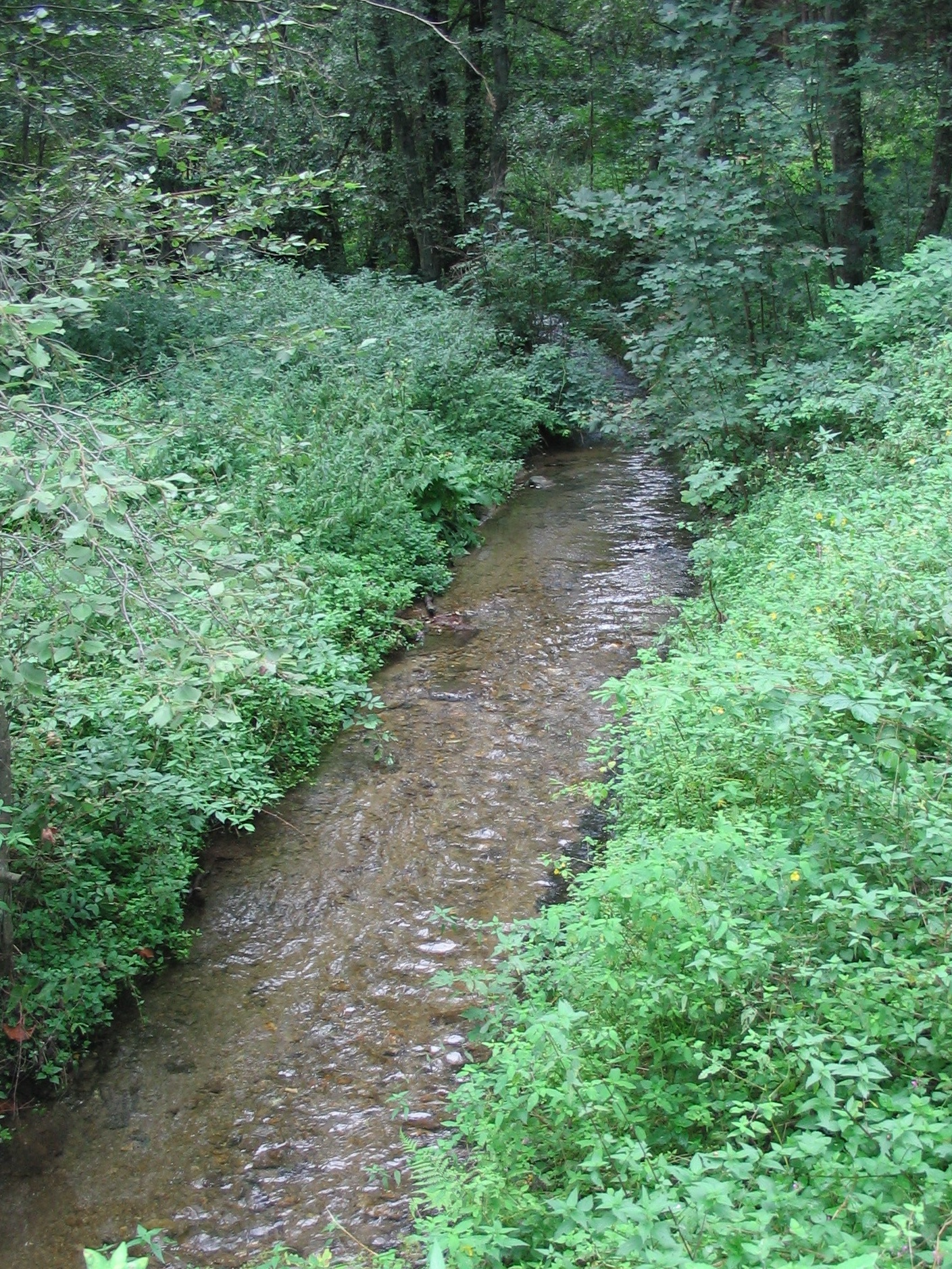
Zlatý potok
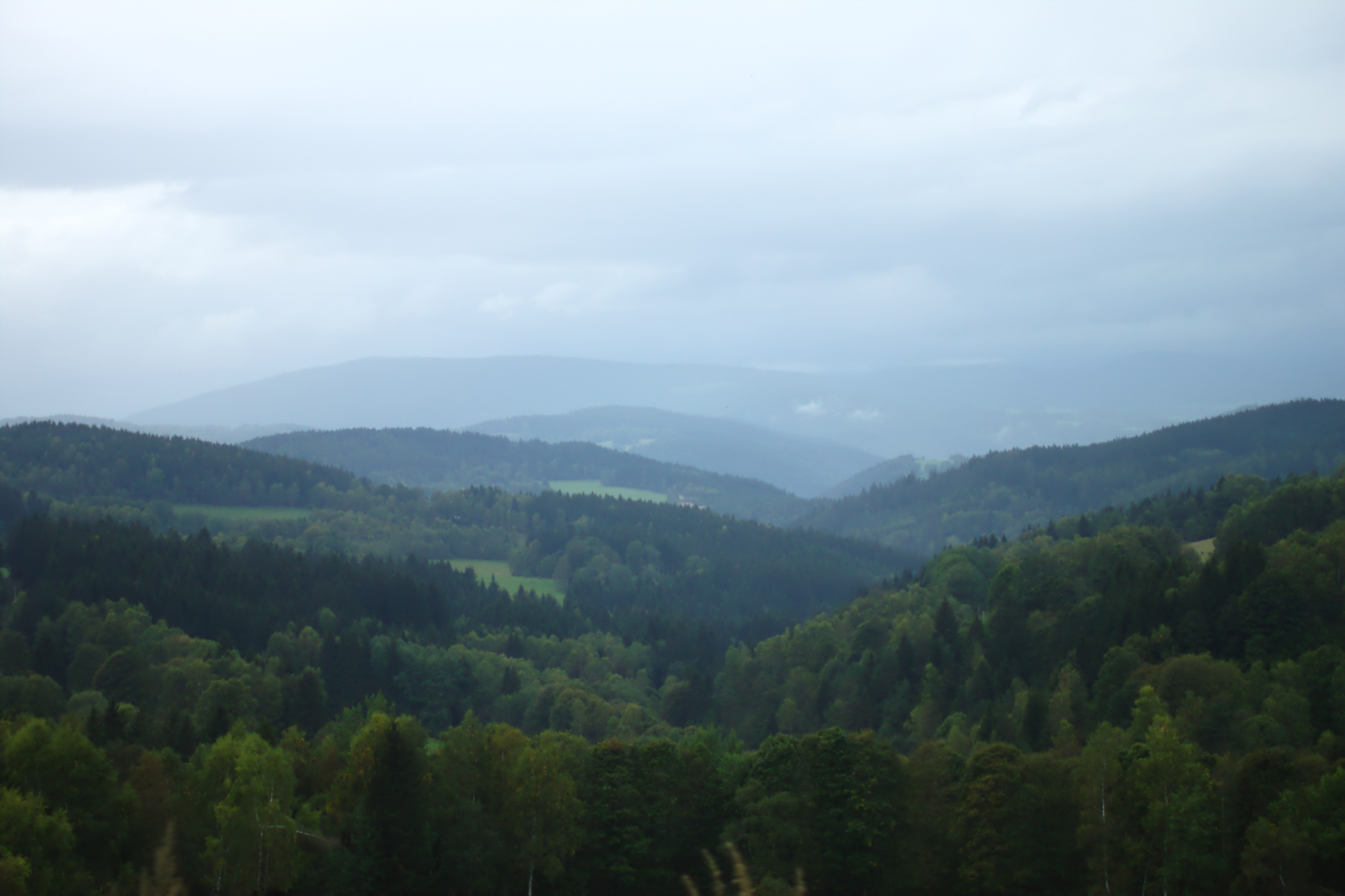
Celkový pohled ze silnice Kašperské hory – Stachy